# Darcinópolis
Darcinópolis é um município brasileiro do estado do Tocantins. Localiza-se a uma latitude 06º42'47" sul e a uma longitude 47º45'35" oeste. Sua população em 2010 era de 5 273 habitantes. Possui uma área de 1555,4 km².